# Brussels Cycling Classic 2021
La Brussels Cycling Classic 2021, centunesima edizione della corsa e valevole come ventinovesima prova dell'UCI ProSeries 2021 categoria 1.Pro, si svolse il 28 agosto 2021 su un percorso di 205,3 km, con partenza e arrivo a Bruxelles, in Belgio. La vittoria fu appannaggio del belga Remco Evenepoel, che completò il percorso in 4h28'30", alla media di 45,877 km/h, precedendo i connazionali Aimé De Gendt e Tosh Van Der Sande.
Sul traguardo di Bruxelles 88 ciclisti, su 136 partenti dalla medesima località, portarono a termine la competizione.

## Squadre e corridori partecipanti
| N.    | Cod. | Squadra                   |
| ----- | ---- | ------------------------- |
| 1-7   | AFC  | Alpecin-Fenix             |
| 11-17 | DQT  | Deceuninck-Quick Step     |
| 21-27 | IWG  | Intermarché-Wanty-Gobert  |
| 31-37 | LTS  | Lotto Soudal              |
| 41-47 | COF  | Cofidis                   |
| 51-57 | TQA  | Team Qhubeka NextHash     |
| 61-67 | UAD  | UAE Team Emirates         |
| 71-77 | BBK  | B&B Hotels                |
| 81-87 | BWB  | Bingoal Pauwels Sauces WB |
| 91-97 | SVB  | Sport Vlaanderen-Baloise  |

| N.      | Cod. | Squadra                |
| ------- | ---- | ---------------------- |
| 101-107 | ARK  | Team Arkéa-Samsic      |
| 111-117 | TNN  | Team Novo Nordisk      |
| 121-127 | TEN  | TotalEnergies          |
| 131-137 | UXT  | Uno-X Pro Cycling Team |
| 141-147 | THR  | Vini Zabù              |
| 151-157 | BCY  | BEAT Cycling           |
| 161-167 | DHB  | Canyon dhb SunGod      |
| 171-177 | HBA  | Hagens Berman Axeon    |
| 181-187 | TIC  | Tarteletto-Isorex      |

## Ordine d'arrivo (Top 10)
| Pos. | Corridore        | Squadra     | Tempo    |
| ---- | ---------------- | ----------- | -------- |
| 1    | Remco Evenepoel  | Deceuninck  | 4h28'30" |
| 2    | Aimé De Gendt    | Intermarché | a 50"    |
| 3    | T. Van Der Sande | Lotto       | a 2'14"  |
| 4    | Philippe Gilbert | Lotto       | s.t.     |
| 5    | Marc Hirschi     | UAE         | s.t.     |
| 6    | Brandon McNulty  | UAE         | s.t.     |
| 7    | Tim Merlier      | Alpecin     | a 2'16"  |
| 8    | Danny Van Poppel | Intermarché | s.t.     |
| 9    | Jérémy Lecroq    | B&B Hotels  | s.t.     |
| 10   | Fernando Gaviria | UAE         | s.t.     |